# Born with a Broken Heart
"Born with a Broken Heart" is een lied van de Italiaanse zanger Damiano David. Het nummer werd uitgebracht via Sony Music Italy en Arista Records op 25 oktober 2024, als de tweede single van Damiano David's aankomende debuutstudioalbum. Hij schreef het nummer samen met Sarah Hudson en de producers Jason Evigan en Mark Schick. Tegelijkertijd met de single ging de videoclip van regisseur Aerin Moreno in première. Het nummer scoorde vooral in Europa met een top 5 notering in België (Vlaanderen en Wallonië) en Polen. 
Naast "Silverlines" zong David een niet eerder uitgezonden versie van "Born with a Broken Heart" in The Tonight Show Starring Jimmy Fallon, die later op 28 oktober online werd uitgebracht.  Op dezelfde datum speelde hij het nummer als onderdeel van zijn eerste eenmalige concert in (Le) Poisson Rouge in New York.